# Coupe Memorial 2015
Navigation
Édition précédente Édition suivante

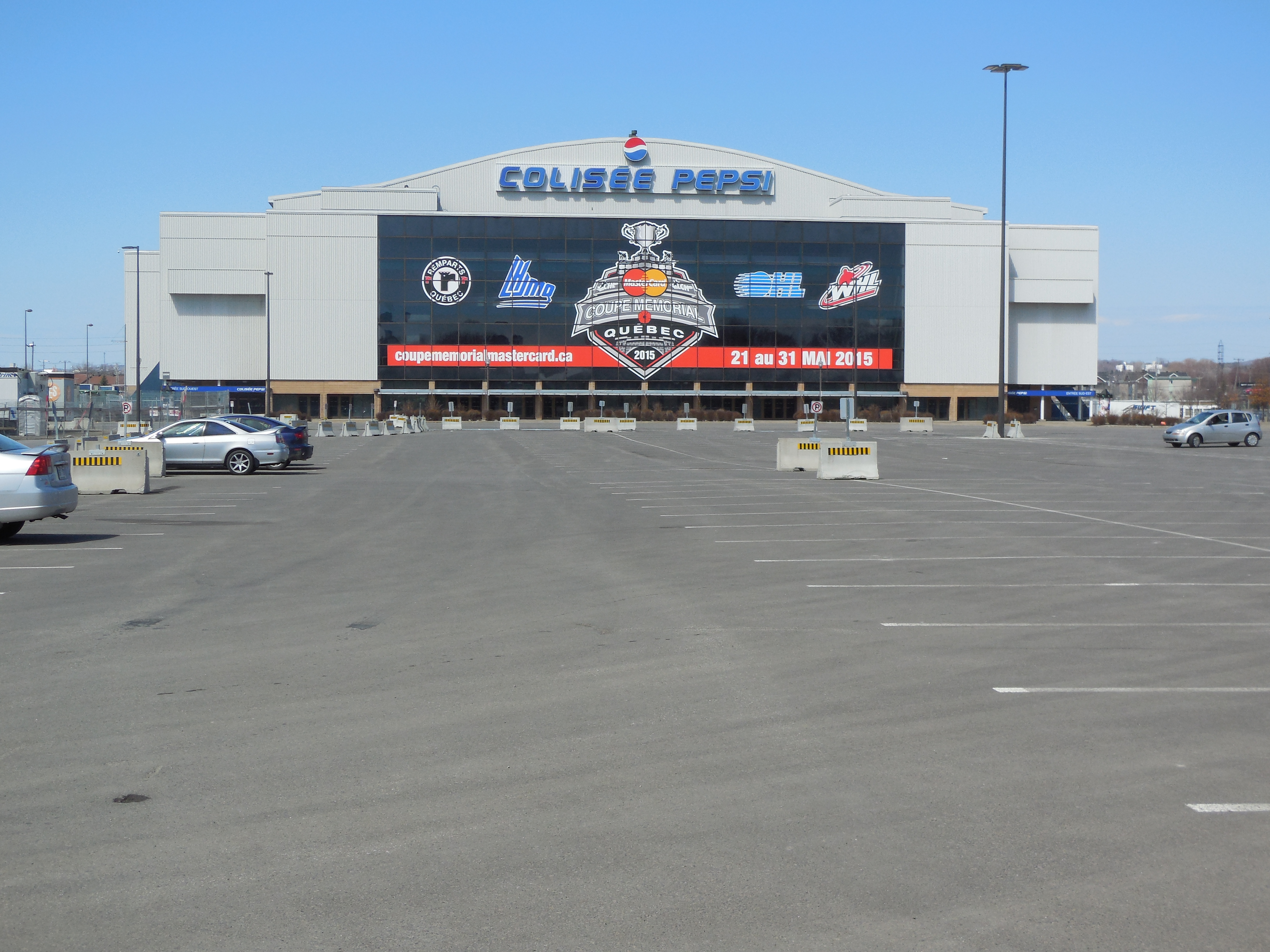
Publicité pour le tournoi de la Coupe Memorial 2015 se tenant à Québec au Colisée Pepsi.

L'édition 2015 de la Coupe Memorial est présentée du 21 au 31 mai 2015 à Québec, dans la province de Québec. Elle regroupe les champions de chacune des divisions de la Ligue canadienne de hockey (LCH), soit la Ligue de hockey junior majeur du Québec (LHJMQ), la Ligue de hockey de l'Ontario (LHO) et la Ligue de hockey de l'Ouest (LHOu).

## Équipes participantes
- L'Océanic de Rimouski, champion de la Ligue de hockey junior majeur du Québec.
- Les Generals d'Oshawa, champion de la Ligue de hockey de l'Ontario.
- Les Rockets de Kelowna, champion de la Ligue de hockey de l'Ouest.
- Les Remparts de Québec de la LHJMQ représentent l'équipe hôte.

## Formule du tournoi
Pour le tour préliminaire, les quatre équipes participantes sont rassemblées dans une poule unique où elles s'affrontent toutes une fois. Une victoire rapporte 2 points tandis qu'une défaite n'en donne aucun. L'attribution des points reste la même que la rencontre se décide dans le temps réglementaire ou en prolongations. Le premier se qualifie directement pour la finale tandis que le deuxième et le troisième joue une demi-finale pour déterminer la seconde équipe finaliste.
Dans le cas où les deux derniers sont à égalité de points, un match d'élimination est joué pour déterminer l'équipe demi-finaliste. Si trois équipes sont à égalité pour les deux places en demi-finale, les nombres de buts inscrits et encaissés lors des rencontres entre les équipes concernées sont additionnés et divisés par le nombre de buts inscrits. L'équipe possédant le plus grand pourcentage se qualifie pour la demi-finale tandis que les deux autres joue un match d'élimination. S'il y a toujours égalité, les buts inscrits et encaissés lors de la rencontre contre le premier du classement sont alors pris en compte.
Dans le cas où les deux premiers sont à égalité de points, le vainqueur de la rencontre les ayant opposés se qualifie pour la finale. Si les trois premiers du classement sont à égalité, les nombres de buts inscrits et encaissés lors des rencontres entre les équipes concernées sont additionnés et divisés par le nombre de buts inscrits. L'équipe possédant le plus grand pourcentage se qualifie pour la finale tandis que les deux autres joue la demi-finale. S'il y a toujours égalité, les buts inscrits et encaissés lors de la rencontre contre le dernier du classement sont alors pris en compte.

## Effectifs
Voici la liste des joueurs représentant chaque équipe.
| no | Nom                        | Nat. | Position |
| -- | -------------------------- | ---- | -------- |
| 3  | Jan Košťálek               |      | D        |
| 6  | Beau Rusk – A              |      | D        |
| 10 | Anthony Chapados           |      | AG       |
| 11 | Deven St-Hilaire           |      | AD       |
| 15 | Anthony DeLuca – C         |      | AG       |
| 16 | Justin Vachon              |      | AG       |
| 18 | William Couture            |      | C        |
| 19 | Justin Samson              |      | C        |
| 22 | Tyler Boland               |      | C        |
| 23 | Frédérik Gauthier – A      |      | C        |
| 24 | Simon Bourque – A          |      | D        |
| 25 | Jérémy Lépine              |      | C        |
| 27 | Charles-David Beaudoin     |      | D        |
| 30 | Philippe Desrosiers        |      | G        |
| 33 | Louis-Philippe Guindon     |      | G        |
| 42 | Andrew Picco               |      | D        |
| 53 | Vince Dunn                 |      | C        |
| 55 | Samuel Morin – A           |      | D        |
| 57 | Christopher Clapperton – A |      | AG       |
| 61 | François Beauchemin        |      | AG       |
| 68 | Guillaume McSween          |      | D        |
| 74 | Alexis Loiseau – C         |      | C        |
| 79 | Samuel Laberge             |      | AD       |
| 81 | Eduard Nasybullin          |      | D        |
| 88 | Michael Joly               |      | AD       |

| no | Nom                   | Nat. | Position |
| -- | --------------------- | ---- | -------- |
| 3  | Josh Brown – C        |      | D        |
| 6  | Will Petschenig       |      | D        |
| 7  | Chris Carlisle        |      | D        |
| 10 | Aidan Wallace         |      | D        |
| 14 | Bradley Latour        |      | D        |
| 15 | Michael Turner        |      | AG       |
| 16 | Riley Stillman        |      | D        |
| 17 | Brent Pedersen        |      | AG       |
| 18 | Sonny Hertzberg       |      | D        |
| 19 | Cole Cassels          |      | C        |
| 20 | Matt Mistele          |      | AG       |
| 22 | Anthony Cirelli       |      | C        |
| 23 | Tobias Lindberg       |      | AG       |
| 24 | Stephen Templeton     |      | D        |
| 25 | Kenny Huether         |      | AD       |
| 26 | Daniel Robertson      |      | D        |
| 29 | Joe Manchurek         |      | AG       |
| 34 | Hunter Smith          |      | AD       |
| 35 | Ken Appleby           |      | G        |
| 37 | Stephen Desrocher     |      | D        |
| 44 | Dakota Mermis (en)    |      | D        |
| 55 | Michael McCarron      |      | AD       |
| 56 | Jeremy Brodeur        |      | G        |
| 58 | Mitchell Vande Sompel |      | D        |
| 71 | Michael Dal Colle     |      | AG       |
| 89 | Sam Harding           |      | C        |

| no | Nom                 | Nat. | Position |
| -- | ------------------- | ---- | -------- |
| 1  | Jackson Whistle     |      | G        |
| 3  | Riley Stadel        |      | D        |
| 4  | Madison Bowey – C   |      | D        |
| 6  | Mitchell Wheaton    |      | D        |
| 7  | Lucas Johansen      |      | D        |
| 8  | Cole Martin – A     |      | D        |
| 9  | Tanner Wishnowski   |      | AG       |
| 10 | Nicholas Merkley    |      | C        |
| 11 | Jordan Borstmayer   |      | AD       |
| 12 | Tyrell Goulbourne   |      | AG       |
| 14 | Rourke Chartier – A |      | C        |
| 15 | Tomas Soustal       |      | C        |
| 16 | Kole Lind           |      | AD       |
| 17 | Rodney Southam      |      | AD       |
| 18 | Tate Coughlin       |      | AD       |
| 19 | Dillon Dubé         |      | C        |
| 20 | Gage Quinney        |      | AG       |
| 21 | Devante Stephens    |      | D        |
| 22 | Chance Braid        |      | AG       |
| 23 | Justin Kirkland     |      | AG       |
| 24 | Tyson Baillie – A   |      | C        |
| 26 | Cole Linaker        |      | C        |
| 27 | Joshua Morrissey    |      | D        |
| 28 | Joe Gatenby         |      | D        |
| 29 | Leon Draisaitl      |      | C        |
| 30 | Michael Herringer   |      | G        |
| 31 | Jake Morrissey      |      | G        |

| no | Nom                    | Nat. | Position |
| -- | ---------------------- | ---- | -------- |
| 5  | Raphaël Maheux         |      | D        |
| 7  | Brian Lovell           |      | D        |
| 9  | Aaron Dutra            |      | D        |
| 10 | Anthony Duclair – A    |      | AG       |
| 11 | Marc-Olivier Roy       |      | C        |
| 14 | Olivier Garneau        |      | AG       |
| 15 | Nikolas Brouillard     |      | D        |
| 17 | Yannick Turcotte       |      | AG       |
| 18 | Cody Donaghey – A      |      | D        |
| 19 | Kurt Etchegary – C     |      | C        |
| 20 | Donovan Rehill         |      | AG       |
| 21 | Vladimir Tkachyov      |      | AG       |
| 23 | Massimo Carozza        |      | C        |
| 24 | Guillaume Gauthier – A |      | AG       |
| 27 | Ryan Graves – A        |      | D        |
| 30 | Callum Booth           |      | G        |
| 31 | Zachary Fucale         |      | G        |
| 55 | Matt Murphy            |      | D        |
| 61 | Marcus Cuomo           |      | C        |
| 73 | Adam Erne              |      | AD       |
| 76 | Giancarlo Fiori        |      | D        |
| 77 | Jérôme Verrier         |      | C        |
| 82 | Jesse Sutton           |      | C        |
| 88 | Dmytro Timashov        |      | AG       |
| 94 | Olivier Thibodeau      |      | D        |
| 96 | Zachary Moody          |      | A        |

## Résultats

### Tour préliminaire
| 22 mai | Rockets de Kelowna | 3-4 (0-1, 1-1, 2-2) | Remparts de Québec | Colisée Pepsi 9 497 spectateurs |

| Feuille de match | Feuille de match | Feuille de match            | Feuille de match | Feuille de match                                                     |
| ---------------- | --- | --------------------------- | --- | -------------------------------------------------------------------- |
|                  | N. Merkley (C. Linaker, C. Martin) — 37 min 56 s (IN) G. Quinney (J. Morrissey, T. Baillie) — 52 min 43 s (SN) L. Draisaitl (T. Baillie, N. Merkley) — 59 min 24 s (SN) | 0-1 0-2 1-2 1-3 2-3 2-4 3-4 | N. Brouillard (V. Tkachyov) — 5 min 18 s M. Murphy (V. Tkachyov, M.-O. Roy) — 33 min 22 s R. Graves (A. Duclair, M. Carozza) — 42 min 8 s (IN) A. Erne — 58 min 56 s (CV) | Arbitrage : Jonathan Alarie Mike Cairns Sylvain Losier Nicolas Piche |
| Jackson Whistle  | Gardiens | Zachary Fucale              | | Arbitrage : Jonathan Alarie Mike Cairns Sylvain Losier Nicolas Piche |
| 44 min           | Pénalités | 26 min                      | | Arbitrage : Jonathan Alarie Mike Cairns Sylvain Losier Nicolas Piche |
| 29               | Tirs | 31                          | | Arbitrage : Jonathan Alarie Mike Cairns Sylvain Losier Nicolas Piche |

| 23 mai | Océanic de Rimouski | 3-4 (2-2, 0-1, 1-1) | Generals d'Oshawa | Colisée Pepsi 8 409 spectateurs |

| Feuille de match     | Feuille de match | Feuille de match            | Feuille de match | Feuille de match                                                 |
| -------------------- | --- | --------------------------- | --- | ---------------------------------------------------------------- |
|                      | T.Boland (A.Picco, A.Chapados) — 15 min 26 s A.Loiseau — 16 min 10 s J. Košťálek (C. Clapperton, F. Gauthier) — 43 min 46 s (SN) | 0-1 0-2 1-2 2-2 2-3 3-3 3-4 | T.Lindberg (M.McCarron) — 4 min 7 s M. Dal Colle (M.Mistele, M.Vande Sompel) — 9 min 27 s S. Desrocher (C. Cassels) — 38 min 33 s H. Smith (B. Latour) — 49 min 24 s | Arbitrage : Olivier Gouin Brett Iverson Stefan Capano Jay Doiron |
| Phillippe Desrosiers | Gardiens | Ken Appleby                 | | Arbitrage : Olivier Gouin Brett Iverson Stefan Capano Jay Doiron |
| 15 min               | Pénalités | 13 min                      | | Arbitrage : Olivier Gouin Brett Iverson Stefan Capano Jay Doiron |
| 22                   | Tirs | 37                          | | Arbitrage : Olivier Gouin Brett Iverson Stefan Capano Jay Doiron |

| 24 mai | Remparts de Québec | 4-5 (pr) (1-2, 1-0, 2-2, 0-1) | Generals d'Oshawa | Colisée Pepsi 10 970 spectateurs |

| Feuille de match | Feuille de match | Feuille de match                    | Feuille de match | Feuille de match                                                      |
| ---------------- | --- | ----------------------------------- | --- | --------------------------------------------------------------------- |
|                  | R. Maheux (A. Duclair, R. Graves) — 5 min 43 s R. Graves (M.-O. Roy, V. Tkachyov) — 22 min 45 s D. Timashov (M.-O. Roy, N. Brouillard) — 45 min 39 s (SN) D. Timashov (A. Erne, K. Etchegary) — 48 min 48 s | 0-1 1-1 1-2 2-2 2-3 3-3 4-3 4-4 4-5 | M. McCarron (M. Vande Sompel, M. Dal Colle) — 2 min 18 s M. Dal Colle (M. McCarron) — 12 min 40 s D. Mermis (T. Lindberg, S. Desrocher) — 42 min 34 s T. Lindberg (C. Cassels, M. Dal Colle) — 57 min 51 s (SN) S. Desrocher (C. Cassels) — 78 min 7 s | Arbitrage : Mike Cairns Olivier Gouin Sylvain Losier Benoit Martineau |
| Zachary Fucale   | Gardiens | Ken Appleby                         | | Arbitrage : Mike Cairns Olivier Gouin Sylvain Losier Benoit Martineau |
| 8 min            | Pénalités | 6 min                               | | Arbitrage : Mike Cairns Olivier Gouin Sylvain Losier Benoit Martineau |
| 25               | Tirs | 50                                  | | Arbitrage : Mike Cairns Olivier Gouin Sylvain Losier Benoit Martineau |

| 25 mai | Océanic de Rimouski | 3-7 (2-3, 0-3, 1-1) | Rockets de Kelowna | Colisée Pepsi 6 981 spectateurs |

| Feuille de match                                  | Feuille de match | Feuille de match                        | Feuille de match | Feuille de match                                                   |
| ------------------------------------------------- | --- | --------------------------------------- | --- | ------------------------------------------------------------------ |
|                                                   | C. Clapperton (A. Loiseau, J. Košťálek) — 15 min 14 s M. Joly (A. Loiseau, F. Gauthier) — 18 min 14 s (SN) F. Gauthier (M. Joly) — 53 min 36 s (SN) | 0-1 0-2 0-3 1-3 2-3 2-4 2-5 2-6 3-6 3-7 | N. Merkley (L. Draisaitl, J. Morrissey) — 52 s M. Bowey (C. Linaker) — 6 min 16 s G. Quinney (N. Merkley, M. Bowey) — 14 min 27 s G. Quinney (T. Baillie, J. Kirkland) — 21 min 52 s (SN) N. Merkley (M. Bowey, R. Chartier) — 30 min 42 s L. Draisaitl (D. Dube, C. Martin) — 33 min 18 s L. Draisaitl (R. Chartier) — 54 min 16 s (IN) | Arbitrage : Jonathan Alarie Brett Iverson Stefan Capano Jay Doiron |
| Louis-Philip Guindon Philippe Desrosiers(à 30:42) | Gardiens | Jackson Whistle                         | | Arbitrage : Jonathan Alarie Brett Iverson Stefan Capano Jay Doiron |
| 17 min                                            | Pénalités | 19 min                                  | | Arbitrage : Jonathan Alarie Brett Iverson Stefan Capano Jay Doiron |
| 31                                                | Tirs | 36                                      | | Arbitrage : Jonathan Alarie Brett Iverson Stefan Capano Jay Doiron |

| 26 mai | Generals d'Oshawa | 2-1 (0-0, 2-1, 0-0) | Rockets de Kelowna | Colisée Pepsi 7,002 spectateurs |

| Feuille de match | Feuille de match                                                                                | Feuille de match | Feuille de match                            | Feuille de match                                                     |
| ---------------- | ----------------------------------------------------------------------------------------------- | ---------------- | ------------------------------------------- | -------------------------------------------------------------------- |
|                  | C.Cassels (D.Mermis, M.Dal Colle) — 24 min 15 s T.Lindberg (S.Harding, A.Cirelli) — 37 min 16 s | 1-0 2-0 2-1      | C.Quinney (T.Ballie, M.Bowey) — 38 min 11 s | Arbitrage : Mike Cairns Brett Iverson Benoit Martineau Nicolas Piche |
| Ken Appleby      | Gardiens                                                                                        | Jackson Whistle  |                                             | Arbitrage : Mike Cairns Brett Iverson Benoit Martineau Nicolas Piche |
| 6 min            | Pénalités                                                                                       | 0 min            |                                             | Arbitrage : Mike Cairns Brett Iverson Benoit Martineau Nicolas Piche |
| 29               | Tirs                                                                                            | 21               |                                             | Arbitrage : Mike Cairns Brett Iverson Benoit Martineau Nicolas Piche |

| 27 mai | Remparts de Québec | 0-4 (0-2, 0-2, 0-2) | Océanic de Rimouski | Colisée Pepsi 10 277 spectateurs |

| Feuille de match                      | Feuille de match | Feuille de match    | Feuille de match | Feuille de match                                                   |
| ------------------------------------- | ---------------- | ------------------- | --- | ------------------------------------------------------------------ |
|                                       | -                | 0-1 0-2 0-3 0-4     | J. Samson (C.-D. Beaudoin, M. Joly) — 14 min 36 s M. Joly (A. Loiseau, G. McSween) — 19 min 5 s C. Clapperton (F. Gauthier, M. Joly) — 25 min 36 s (SN) A. Loiseau (J. Košťálek, M. Joly) — 32 min 40 s (SN) | Arbitrage : Jonathan Alarie Olivier Gouin Stefan Capano Jay Doiron |
| Zachary Fucale Callum Booth (à 32:40) | Gardiens         | Philippe Desrosiers | | Arbitrage : Jonathan Alarie Olivier Gouin Stefan Capano Jay Doiron |
| 14 min                                | Pénalités        | 8 min               | | Arbitrage : Jonathan Alarie Olivier Gouin Stefan Capano Jay Doiron |
| 27                                    | Tirs             | 42                  | | Arbitrage : Jonathan Alarie Olivier Gouin Stefan Capano Jay Doiron |

#### Bri d'égalité
| 28 mai | Remparts de Québec | 5-2 (1-0, 3-2, 1-0) | Océanic de Rimouski | Colisée Pepsi 6 533 spectateurs |

| Feuille de match | Feuille de match | Feuille de match            | Feuille de match                                                                           | Feuille de match                                                      |
| ---------------- | --- | --------------------------- | ------------------------------------------------------------------------------------------ | --------------------------------------------------------------------- |
|                  | J. Verrier (R. Graves) — 17 min 19 s (SN) A. Duclair (K. Etchegary, A. Erne) — 23 min 58 s A. Erne (K. Etchegary) — 36 min 54 s J. Verrier (M. Carozza, G. Gauthier) — 39 min 19 s M.-. Roy (R. Graves, D. Timashov) — 51 min 31 s | 1-0 1-1 2-1 2-2 3-2 4-2 5-2 | S. Morin (S. Bourque, J. Samson) — 22 min 32 s (SN) J. Lépine (F. Beauchemin) — 36 min 7 s | Arbitrage : Mike Cairns Brett Iverson Sylvain Losier Benoit Martineau |
| Zachary Fucale   | Gardiens | Philippe Desrosiers         |                                                                                            | Arbitrage : Mike Cairns Brett Iverson Sylvain Losier Benoit Martineau |
| 6 min            | Pénalités | 8 min                       |                                                                                            | Arbitrage : Mike Cairns Brett Iverson Sylvain Losier Benoit Martineau |
| 31               | Tirs | 32                          |                                                                                            | Arbitrage : Mike Cairns Brett Iverson Sylvain Losier Benoit Martineau |

| Clt   | Équipe              | PJ | V | D | DP | BP | BC | Pts |
| ----- | ------------------- | -- | - | - | -- | -- | -- | --- |
| +001, | Generals d'Oshawa   | 3  | 3 | 0 | 0  | 11 | 8  | 6   |
| +002, | Remparts de Québec  | 4  | 2 | 1 | 1  | 13 | 14 | 4   |
| +003, | Rockets de Kelowna  | 3  | 1 | 2 | 0  | 11 | 9  | 2   |
| +004, | Océanic de Rimouski | 4  | 1 | 3 | 0  | 12 | 16 | 2   |

- Finaliste
- Demi-finaliste

### Phase finale

#### Demi-finale
| 29 mai | Remparts de Québec | 3-9 (1-1, 0-4, 2-4) | Rockets de Kelowna | Colisée Pepsi 9 870 spectateurs |

| Feuille de match | Feuille de match                                                                                                | Feuille de match                                | Feuille de match | Feuille de match                                                   |
| ---------------- | --- | ----------------------------------------------- | --- | ------------------------------------------------------------------ |
|                  | A. Erne — 3 min 11 s A. Duclair (A. Erne) — 40 min 21 s D. Timashov (G. Gauthier, M.-O. Roy) — 46 min 45 s (SN) | 1-0 1-1 1-2 1-3 1-4 1-5 2-5 2-6 2-7 3-7 3-8 3-9 | C. Braid (T. Soustal, C. Linaker) — 9 min 51 s L. Draisaitl (G. Quinney, J. Morrissey) — 20 min 17 s (SN) J. Kirkland (L. Draisaitl, J. Morrissey) — 23 min 23 s (SN) J. Kirkland (R. Southam, M. Bowey) — 24 min 6 s J. Morrissey (J. Gatenby, J. Kirkland) — 36 min 46 s R. Chartier (T. Baillie) — 42 min 17 s C. Linaker (C. Braid) — 42 min 54 s T. Baillie (J. Kirkland, L. Draisaitl) — 53 min 26 s (SN) R. Chartier (R. Southam, C. Martin) — 54 min 48 s | Arbitrage : Jonathan Alarie Olivier Gouin Stefan Capano Jay Doiron |
| Zachary Fucale   | Gardiens | Jackson Whistle                                 | | Arbitrage : Jonathan Alarie Olivier Gouin Stefan Capano Jay Doiron |
| 54 min           | Pénalités | 36 min                                          | | Arbitrage : Jonathan Alarie Olivier Gouin Stefan Capano Jay Doiron |
| 23               | Tirs | 44                                              | | Arbitrage : Jonathan Alarie Olivier Gouin Stefan Capano Jay Doiron |

#### Finale
| 31 mai | Rockets de Kelowna | 1-2 (pr) (1-0, 0-1, 0-0, 0-1) | Generals d'Oshawa | Colisée Pepsi 10 391 spectateurs |

| Feuille de match | Feuille de match                               | Feuille de match | Feuille de match                                                                                   | Feuille de match                                                   |
| ---------------- | ---------------------------------------------- | ---------------- | -------------------------------------------------------------------------------------------------- | ------------------------------------------------------------------ |
|                  | T. Soustal (M. Bowey, C. Linaker) — 15 min 8 s | 1-0 1-1 1-2      | A. Cirelli (D. Mermis, J. Brown) — 33 min 50 s A. Cirelli (C. Carlisle, T. Lindberg) — 61 min 28 s | Arbitrage : Mike Cairns Brett Iverson Sylvain Losier Nicolas Piche |
| Jackson Whistle  | Gardiens                                       | Ken Appleby      | | Arbitrage : Mike Cairns Brett Iverson Sylvain Losier Nicolas Piche |
| 4 min            | Pénalités                                      | 2 min            | | Arbitrage : Mike Cairns Brett Iverson Sylvain Losier Nicolas Piche |
| 38               | Tirs                                           | 26               | | Arbitrage : Mike Cairns Brett Iverson Sylvain Losier Nicolas Piche |

## Statistiques

### Meilleurs pointeurs
| Clt | Joueur            | Équipe              | PJ | B | A | Pts | Pun |
| --- | ----------------- | ------------------- | -- | - | - | --- | --- |
| 1   | Leon Draisaitl    | Rockets de Kelowna  | 5  | 4 | 3 | 7   | 12  |
| 2   | Adam Erne         | Remparts de Québec  | 5  | 3 | 3 | 6   | 6   |
| 3   | Michael Joly      | Océanic de Rimouski | 4  | 2 | 4 | 6   | 2   |
| 4   | Tyson Baillie     | Rockets de Kelowna  | 5  | 1 | 5 | 6   | 0   |
| 5   | Madison Bowey     | Rockets de Kelowna  | 5  | 1 | 5 | 6   | 10  |
| 6   | Gage Quinney      | Rockets de Kelowna  | 5  | 4 | 1 | 5   | 0   |
| 7   | Tobias Lindberg   | Generals d'Oshawa   | 4  | 3 | 2 | 5   | 0   |
| 8   | Nick Merkley      | Rockets de Kelowna  | 5  | 3 | 2 | 5   | 14  |
| 9   | Michael Dal Colle | Generals d'Oshawa   | 4  | 2 | 3 | 5   | 0   |
| 10  | Alexis Loiseau    | Océanic de Rimouski | 4  | 2 | 3 | 5   | 0   |

### Meilleurs gardiens
| Clt | Joueur              | Équipe              | PJ | V | D | DP | Bl | Moy  | %Arr  |
| --- | ------------------- | ------------------- | -- | - | - | -- | -- | ---- | ----- |
| 1   | Ken Appleby         | Generals d'Oshawa   | 4  | 4 | 0 | 0  | 0  | 2,08 | 0,915 |
| 2   | Jackson Whistle     | Rockets de Kelowna  | 5  | 2 | 2 | 1  | 0  | 2,60 | 0,906 |
| 3   | Philippe Desrosiers | Océanic de Rimouski | 4  | 1 | 2 | 0  | 1  | 3,23 | 0,899 |
| 4   | Zachary Fucale      | Remparts de Québec  | 5  | 2 | 2 | 1  | 0  | 4,75 | 0,872 |

## Honneurs individuels
Cette section présente les meilleurs joueurs du tournoi.

### Trophées
- Trophée Stafford-Smythe (meilleur joueur) :  Leon Draisaitl (Rockets de Kelowna)
- Trophée George-Parsons (meilleur esprit sportif) : Alexis Loiseau (Océanic de Rimouski)
- Trophée Hap-Emms (meilleur gardien) : Ken Appleby (Generals d'Oshawa)
- Trophée Ed-Chynoweth (meilleur buteur) : Leon Draisaitl (Rockets de Kelowna)

### Équipe d'étoiles
- Gardien : Ken Appleby (Generals d'Oshawa)
- Défenseurs : Madison Bowey (Rockets de Kelowna); Ryan Graves (Remparts de Québec)
- Attaquants : Nick Merkley (Rockets de Kelowna); Michael McCarron (Generals d'Oshawa); Michael Dal Colle (Generals d'Oshawa)